# Marmaduke Wyvill
Marmaduke Wyvill (* 1814 in Constable Burton, Yorkshire; † 29. Juni 1896 in Bournemouth) war ein englischer Aristokrat, Politiker und Schachmeister.
Der Stammsitz seiner Familie war Constable Burton Hall in North Yorkshire.
In den Jahren 1847 bis 1868 war er Abgeordneter im britischen Parlament. Im Jahr 1851 nahm er in London am ersten internationalen Schachturnier in der Geschichte teil und wurde Zweiter hinter dem preußischen Meister Adolf Anderssen, der fortan als weltbester Schachspieler galt. Der ansonsten mit Lob sparsame Howard Staunton bezeichnete Wyvill daraufhin als einen der besten Spieler Englands.
Wyvill konzentrierte sich anschließend auf seine politische Laufbahn und hörte auf, ernsthaft Schach zu spielen. Es war ihm bis zu seinem Rückzug vom Schach möglich, sich mit den besten Spielern seiner Zeit zu messen, hierunter mit so glanzvollen Namen wie La Bourdonnais, Lionel Kieseritzky, Henry Thomas Buckle und Daniel Harrwitz.
Auch nach dem Rückzug vom Turnierspiel blieb er dem Schach verbunden und gehörte u. a. zu den Organisatoren des bedeutenden Turniers von London 1883, welches er auch finanziell unterstützte.
Seine beste historische Elo-Zahl wurde im Ergebnis des Londoner Turniers auf 2479 berechnet (August 1851).